# Sobeknakht (princesa)

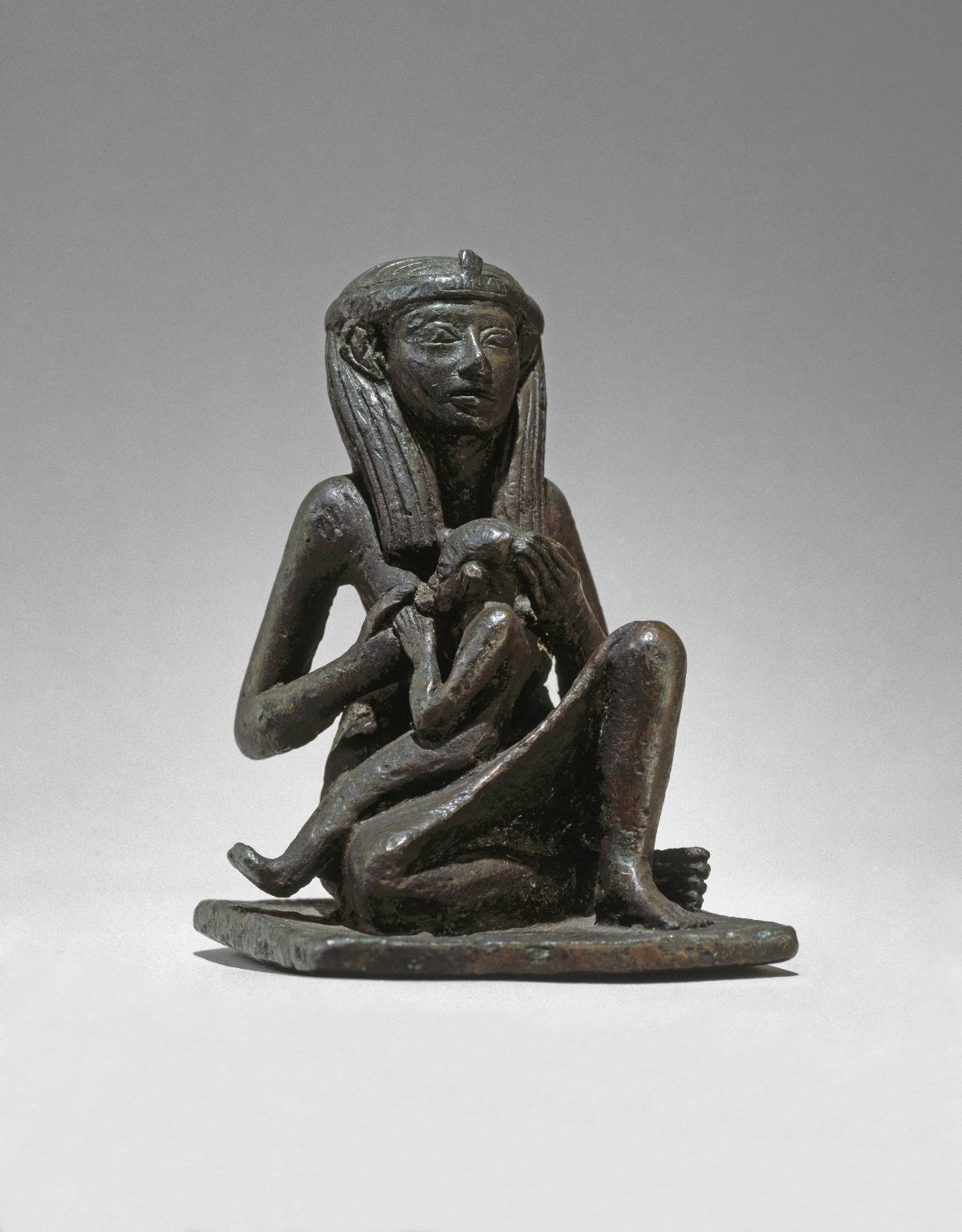
Princesa Sobeknakht amamantando a un príncipe niño, estatuilla de cobre.

Sobeknakht fue hija de un rey sin identificar de finales de la Duodécima dinastía o principios de la Decimotercera dinastía del Antiguo Egipto. Es conocida por una estatuilla de cobre donde aparece amamantando a un príncipe niño.

## Biografía
La "hija del rey, Sobeknakht" no es conocida por más fuentes que una estatuilla de cobre. Las estatuas y estatuillas de cobre fueron especialmente apreciadas durante el reinado de Amenemhat III al inicio de la XIII Dinastía, antes del Segundo periodo intermedio en que tales obras de arte se volvieron menos comunes. Aparentemente, Sobeknakht era la hija de un rey desconocido de este periodo, y madre de un príncipe igualmente desconocido. Así, su marido también podría haber sido un rey. Sin embargo, la estatuilla admite varias interpretaciones.

## Estatuilla de cobre de Sobeknakht
La estatuilla de cobre de Sobeknakht muestra la gran habilidad alcanzada en el diseño y fabricación de estatuas de metal por los egipcios durante el Imperio Medio. Representa una mujer sentada amamantando a un niño. Este tipo de escena puede reflejar a Isis con Horus y mucho más tarde serviría de modelo para la imagen de María con el Niño Jesús. La inscripción de la figura se refiere a una "dama noble hereditaria", Sobeknakht. Lleva la diadema con la cobra ureo indicando que es una princesa. También el niño es mostrado como príncipe. La estatuilla puede interpretarse como celebración por un nacimiento real, señal de devoción de un rey reinante hacia su madre o una súplica de ayuda divina para concebir un niño que se convertiría en rey de Egipto. Es parte de la colección del Museo Brooklyn.